# MiniTix
MiniTix was een elektronisch betaalsysteem dat door Rabobank werd geïntroduceerd in 2003 voor het doen van kleine betalingen via internet. Met MiniTix beschikt de gebruiker over een elektronische portemonnee die kan worden voorzien van een saldo tot € 300. Vanuit deze portemonnee kunnen dan betalingen tot € 150 per transactie aan de winkelier worden uitgevoerd. De dienst kan worden samengevat als een online 'chipknip' of een mobiele chipknip. In 2012 kon er op ruim 150 plaatsen met NFC MiniTix stickers betaald worden.
In de zomer van 2012 kondigden de Rabobank en Blackberry aan dat RIM officieel MiniTix in Nederland gaat ondersteunen voor Mobiel Betalen. RIM verwachtte dat de eerste klanten eind 2012 met hun Blackberry en MiniTix-portemonnee konden gaan betalen.
Per 30 november 2015 stopte de Rabobank met MiniTix en ging over op contactloos pinnen.